# كوربين سترونغ
كوربين سترونغ (بالإنجليزية: Corbin Strong) (و. 2000  م) هو دراج، ودراج على المضمار نيوزلندي، ولد في إنفركارجل.

## التصنيف
| السنة      | 2019 | 2020 | 2021 | 2022 | 2023 | 2024 |
| ---------- | ---- | ---- | ---- | ---- | ---- | ---- |
| عالمي      | 758  | 980  | 751  | 168  | 63   | 39   |
| أوقيانوسيا | 43   | 55   | 33   | 9    | 5    | 4    |
|            |      |      |      |      |      |      |
| مصدر: UCI  |      |      |      |      |      |      |

## سجل الفوز

### سباقات أو مراحل فاز بها
| التاريخ        | السباق                                            | المركز                                                                   |
| -------------- | ------------------------------------------------- | ------------------------------------------------------------------------ |
| 06 أبريل 2019  | طواف تايلاند 2019                                 | الثامن في التصنيف العام                                                  |
| 16 يونيو 2019  | طواف كوريا 2019                                   | الأول في تصنيف أفضل شاب، الرابع في تصنيف النقاط، الخامس في التصنيف العام |
| 19 يناير 2020  | طواف نيوزيلندا الكلاسيكي 2020                     |                                                                          |
| 17 يناير 2021  | طواف نيوزيلندا الكلاسيكي 2021                     | الأول في التصنيف العام، الأول في تصنيف أفضل شاب، الثاني في تصنيف النقاط  |
| 23 يناير 2021  | غرافل آند تار 2021                                | الخامس في التصنيف العام                                                  |
| 04 ديسمبر 2021 | UCI Track Champions League - Endurance (men) 2021 |                                                                          |
| 06 فبراير 2022 | نجم بسجس 2022                                     | الثامن في تصنيف أفضل شاب                                                 |
| 29 مايو 2022   | طواف النرويج 2022                                 | التاسع في تصنيف أفضل شاب                                                 |
| 20 أغسطس 2022  | طواف الدنمارك 2022                                | الثامن في تصنيف أفضل شاب                                                 |
| 14 سبتمبر 2022 | جي بي دي والوني 2022                              | الخامس في التصنيف العام                                                  |
| 03 أكتوبر 2022 | كوبا بيرنوشي 2022                                 | الثاني في التصنيف العام                                                  |
| 10 فبراير 2024 | سباق الطريق للرجال في بطولة نيوزيلندا 2024        |                                                                          |
| 16 أكتوبر 2024 | 2024 Giro del Veneto                              |                                                                          |